# 伽莫夫 - 泰勒跃迁
伽莫夫 - 泰勒跃迁是一个属于一种β衰变，其中，发射的电子（正电子）和反中微子（中微子）的自旋耦合为{\displaystyle S=1}，导致初态和末态的角动量变化 {\displaystyle \Delta J=0,\pm 1} ，这是相对于费米跃迁来说的，其中的发射粒子的自旋耦合到 {\displaystyle S=0} ，初态和末态的角动量自旋不变({\displaystyle \Delta J=0})。伽莫夫 - 泰勒跃迁和费米跃迁对应于两种不同形式的非相对论极限下的弱相互作用哈密顿量主导作用：

{\displaystyle {\hat {H}}_{\text{int}}={\begin{cases}G_{V}{\hat {1}}{\hat {\tau }}&{\text{Fermi decay}}\\G_{A}{\hat {\sigma }}{\hat {\tau }}&{\text{Gamow–Teller Decay}}\end{cases}}}
{\displaystyle {\hat {\tau }}} = 质子到中子的同位旋过渡矩阵，反之亦然。
{\displaystyle {\hat {\sigma }}} = 泡利自旋矩阵，得 {\displaystyle \Delta J=0,\pm 1}。
{\displaystyle {\hat {1}}} = 旋转空间的恒等算子, 使得 {\displaystyle J} 不变。
{\displaystyle G_{V}} = 弱矢量耦合常数。
{\displaystyle G_{A}} =弱轴矢量耦合常数。

## 弱相互作用和β衰变
| |
| 费米相互作用 showing the 4-point fermion vector current, coupled under Fermi's coupling constant, "Gf". Fermi's theory was the first theoretical effort in describing nuclear decay rates for beta decay. The Gamow–Teller theory was a necessary extension of Fermi's theory. |

β衰变最开始在理论上被恩里科·费米描述。然而，这并不符合宇称不守恒。  
现代量子场论（弱电理论）就是从这里发展出来的，该理论使用的带质量的W和Z玻色子（胶子）描述了弱相互作用，胶子是为了描述高能粒子的截面。

## 物理结果

### 衰变速率
β衰变的速率计算和α衰变速率的计算有很大不同。在α衰变中，原来的原子核有一部分用于形成α粒子 (4He)。在β衰变中，β粒子和中微子由一颗中子衰变成同位旋互补体（isospin complement ）变产生(n → p or p → n)。以下是不同点：
1. β 电子和中微子在衰变之前并不存在。
2. β 电子和中微子被相对论效应主导（通常衰变的能量不足以使α粒子到达很高的速度）。
3. 衰变产生的光子能量谱连续（前者可以假设 α粒子带走了大部分的衰变能量）。

β衰变速率计算由费米在1934年应用泡利的中微子假设得出。
费米黄金定则指出跃迁速率{\displaystyle W}由一个转换矩阵（或振幅） {\displaystyle M_{i,f}} 得出，通过相空间加权和普朗克常数 {\displaystyle \hbar }使得：
{\displaystyle W={\frac {2\pi }{\hbar }}\left|M_{i,f}\right|^{2}\times {\text{(Phase Space)}}={\frac {\ln 2}{t_{1/2}}}}
从这个分析，我们可以得出从零到正负一的（0 → ±1）伽莫夫-泰勒核跃迁是一个对系统相互作用的哈密顿量的弱扰动。该假设成立的前提是产生准稳态核的时间(10−20 s)大大小于β衰变的时间（半衰期从几秒到几天）。
母核和子核之间的过渡矩阵：
{\displaystyle \left|M_{i,f}\right|^{2}=\left\langle \psi _{\text{Daughter}}\phi _{\beta }\psi _{\nu }\right|{\hat {H}}_{\text{int}}\left|\psi _{\text{Parent}}\right\rangle }
因为扰动使用相互作用的哈密顿量可得2种分立的状态。

{\displaystyle {\hat {H}}_{\text{int}}={\begin{cases}G_{V}{\hat {1}}{\hat {\tau }}&{\text{Fermi decay}}\\G_{A}{\hat {\sigma }}{\hat {\tau }}&{\text{Gamow–Teller Decay}}\end{cases}}}